# Nick Baumgartner
Nick Baumgartner (* 17. Dezember 1981 in Iron River, Michigan) ist ein US-amerikanischer Snowboarder. Er startet fast nur in der Disziplin Snowboardcross, selten im Slopestyle. Er ist seit 2011 auch im Rallyesport aktiv.

## Werdegang

### Snowboard
Nick Baumgartner war vor seiner professionellen Snowboard-Karriere auch in anderen Sportarten erfolgreich. Er spielte College-Football in der Michigan All-State Mannschaft, war Wrestler, aber auch als Hürdenläufer und im Baseball aktiv. Mit dem Snowboard machte er 2004 erstmals auf sich aufmerksam, als er sowohl bei den USASA Nationals als auch beim US Extreme Boarderfest die Wettbewerbe im Snowboardcross gewinnen konnte.
Sein Debüt im Weltcup gab Baumgartner im März 2005 in Lake Placid bei einem Snowboardcross. Danach startete er bis zum Februar 2007 nur bei FIS- und Nordamerika-Cup-Rennen, ohne dass ihm herausragende Erfolge gelangen. Sein erster Sieg bei einem Rennen des Nordamerika-Cups gelang ihm in Tamarack (Idaho) im Februar 2007, mit dem zweiten Platz am 17. März 2007 konnte er im Weltcup die erste Podiumsplatzierung erreichen und beendete die Saisonwertung im Cross der Saison 2006/2007 auf dem 5. Rang, das bedeutete Rang 49 in der Gesamtwertung. In der darauffolgenden Saison gelang ihm sein erster Weltcupsieg beim siebten Saisonrennen, erneut in Lake Placid. Bei den Gesamtweltcups der Saison reichte es in der Disziplinwertung zum siebzehnten und in der Gesamtwertung zum 53. Rang.
Im argentinischen Chapelco startete er erfolgreich in die Saison 2008/2009, einem Sieg beim Südamerika-Cup folgte ein vierter Platz beim ersten Weltcup-Bewerb der Saison, dies war zugleich sein viertes Top-Ten-Ergebnis im Weltcup. Zwei weitere Top-10-Ergebnisse verzeichnete er in Arosa und Anfang 2009 in Bad Gastein. Wenige Tage später gelang ihm sein bis dahin größter Erfolg, als er bei den Weltmeisterschaften in Südkorea Platz drei Snowboardcross belegte. Im Januar 2009 wurde er Fünfter im Snowboardcross bei den Winter-X-Games. Er startet beim Weltcup bisher ausschließlich im Snowboardcross, bei FIS-Rennen gelegentlich auch im Slopestyle.
Bei seiner ersten Olympiateilnahme 2010 in Vancouver erreichte er den 20. Platz im Snowboardcross. Im Februar 2011 holte er im Stoneham seinen zweiten Sieg im Weltcup. Bei der Snowboard-Weltmeisterschaft 2013 im Stoneham errang er den siebten Platz im Snowboardcross. Bei den Olympischen Winterspielen 2014 in Sotschi kam er auf den 25. Platz.
Bei der Snowboard-Weltmeisterschaft 2015 im Snowboardcross belegte er im Januar in Kreischberg den dritten Rang.

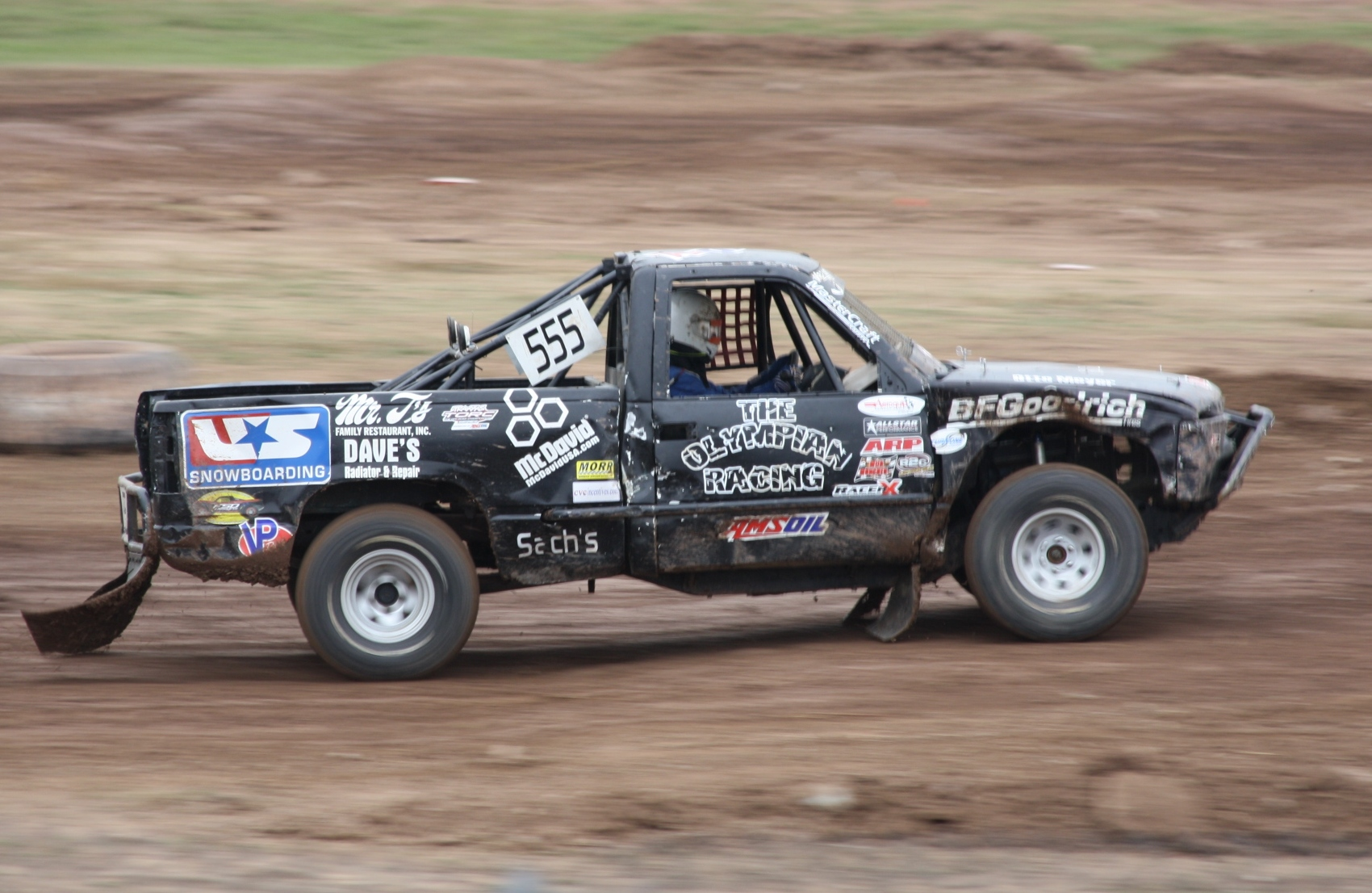
Nick Baumgartner, 2011

Baumgartner startete 2018 zum dritten Mal bei den Olympischen Winterspielen und der 36-Jährige belegte am 15. Februar in der südkoreanischen Stadt Pyeongchang im Snowboardcross den vierten Rang.

### Rallyesport
Seit 2011 ist er auch im Rallyesport aktiv. Gleich nach den Erfolgen in seiner ersten Saison wurde er als «Rookie of the Year» ausgezeichnet.

### Persönliches
Baumgartner lebt mit seiner Partnerin und seinem Sohn Landon in seiner Geburtsstadt Iron River im US-Bundesstaat Michigan.

## Erfolge

### Teilnahmen an Weltmeisterschaften und Olympischen Winterspielen

#### Olympische Winterspiele
- 2010 Vancouver: 20. Platz Snowboardcross
- 2014 Sotschi: 25. Platz Snowboardcross
- 2018 Pyeongchang: 4. Platz Snowboardcross
- 2022 Peking: 1. Platz Snowboardcross Team, 10. Platz Snowboardcross

#### Snowboard-Weltmeisterschaften
- 2009 Gangwon: 3. Platz Snowboardcross
- 2013 Stoneham: 7. Platz Snowboardcross
- 2015 Kreischberg: 3. Platz Snowboardcross
- 2017 Sierra Nevada: 1. Platz Snowboardcross Team, 4. Platz Snowboardcross
- 2019 Park City: 13. Platz Snowboardcross
- 2023 Bakuriani: 4. Platz Snowboardcross Team, 9. Platz Snowboardcross
- 2025 Engadin: 5. Platz Snowboardcross, 8. Platz Snowboardcross Team

### Weltcupsiege und Weltcup-Gesamtplatzierungen

#### Weltcupsiege
| Nr. | Datum            | Ort         |
| --- | ---------------- | ----------- |
| 1.  | 1. März 2008     | Lake Placid |
| 2.  | 17. Februar 2011 | Stoneham    |

#### Weltcup-Gesamtplatzierungen (Snowboardcross)
| Saison  | Platz | Punkte |
| ------- | ----- | ------ |
| 2006/07 | 5.    | 1264   |
| 2007/08 | 17.   | 1576   |
| 2008/09 | 3.    | 3400   |
| 2009/10 | 5.    | 2090   |
| 2010/11 | 6.    | 2048   |
| 2011/12 | 7.    | 2180   |
| 2012/13 | 5.    | 2520   |
| 2013/14 | 14.   | 1388   |
| 2014/15 | 21.   | 374    |
| 2015/16 | 6.    | 2396   |
| 2016/17 | 9.    | 1730   |
| 2017/18 | 18.   | 1759,3 |
| 2018/19 | 22.   | 752    |
| 2019/20 | 34.   | 333    |
| 2029/21 | 18.   | 92     |
| 2021/22 | 15.   | 147    |
| 2022/23 | 21.   | 118    |
| 2023/24 | 17.   | 196    |
| 2024/25 | 18.   | 148    |

### Winter-X-Games
| Jahr        | 2009 Los Angeles | 2010 Los Angeles | 2012 Los Angeles | 2015 Aspen (Colorado) |
| Disziplin   | Snowboardcross   | Snowboardcross   | Snowboardcross   | Snowboardcross        |
| Platzierung | 5.               | 6.               | 2.               | 4.                    |